# Get Loud!
"Get Loud" (estilizado como Get Loud!) é uma canção da cantora brasileira Wanessa Camargo, lançada como terceiro single de seu sétimo álbum de estúdio DNA em 26 de junho de 2012. A canção foi composta por Mister Jam e lançada em uma apresentação da DNA Tour.
Wanessa cantou parte da canção na Web TV iG. A cantora também performou a faixa ao vivo em programas de TV, e foi cantada durante a DNA Tour que ocorreu entre 2011 e 2015, e entrou no DVD DNA Tour. A música foi incluída na trilha sonora de Malhação: Intensa como a Vida da Rede Globo como tema do personagem Rafa.[carece de fontes?]

## Recepção da crítica
A canção recebeu críticas positivas da revista Rolling Stone Brasil, que destacou "Get Loud!" como uma das melhores do disco. O jornal O Povo deu destaque para a faixa e disse que ela era uma das melhores do álbum: "A música tem um aspecto de Kesha, mas com muito mais maturidade, que vem da voz de Wanessa, que não usa auto-tune em nenhuma faixa do CD".

## Lista de faixas
Download digital
1. Get Loud! - 2:57

EP de remixes
1. Get Loud (Altar Radio Edit) - 3:36
2. Get Loud (Tommy Love Ibiza Dub) - 5:55
3. Get Loud (Rafael Lelis Meets Mr. Jam Edit) - 3:52 [5]